# Myra Koomen
Maria Geertruida Elisabeth (Myra) Koomen (Hoorn, 2 april 1966) is een Nederlands voormalig politica. Ze was van 26 juli 2002 tot 30 januari 2003 en van 3 juni 2003 tot en met mei 2006 lid van de Tweede Kamer namens het CDA. Ze was wethouder in de gemeente Enschede van 10 april 2006 tot 8 mei 2012.

## Opleiding en loopbaan
Koomen groeide op in Zeeuws-Vlaanderen. Haar middelbare school was het Atheneum in Terneuzen. Van 1985-1991 studeerde zij Arabische taal- en letterkunde aan de Katholieke Universiteit Nijmegen. In Nijmegen was ze tevens lid van enkele commissies aan de Faculteit der Letteren en lid van het faculteitsbestuur. Na haar studie volgde zij cursussen op het gebied van economie, management, informatica en gemeentefinanciën.
Koomen werkte onder meer voor de Stichting Ziekenhuisgroep Zeeuws-Vlaanderen en de Arbo Unie Zeeland.

### Politiek
Van 26 juli 2002 tot 30 januari 2003 was ze lid van de Tweede Kamer der Staten-Generaal. Hierna werd zij op 3 juni 2003 weer lid. Op 10 april 2006 werd zij tevens wethouder (van onder meer werk en bijstand, inkomen, sociale zaken, arbeidsmarktbeleid en stadsbedrijf) van de gemeente Enschede. Ze bleef de twee functies tot en met mei 2006 combineren, waarna ze terugtrad als lid van de Tweede Kamer. Ook was ze voorzitter van de Stadsbank Oost-Nederland.
Koomen trad in mei 2012 af als wethouder Werk en Inkomen van Enschede. De D66-fractie in de gemeenteraad was van plan een motie van afkeuring tegen haar in te dienen, naar aanleiding van haar beleid op het gebied van langdurige werkloosheid. Een fractie van een lokale partij wilde dat Koomen meteen zou opstappen en was van plan een motie van wantrouwen in te dienen. Koomen meldde zich vervolgens ziek. Omdat zij de volgende dag wel een lezing gaf op de Universiteit Twente werd haar politieke positie onhoudbaar en diende zij haar ontslag in.

### Na de politiek
Vanaf februari tot mei 2013 werkte zij bij "Linking Partners" in Den Haag.
Eind 2013 kwam Koomen in het nieuws over een privékwestie die zich drie jaar eerder had afgespeeld. RTV Oost berichtte over intimiderende e-mails die zij gestuurd zou hebben. Zij zou haar relatie niet gemeld hebben met iemand die een ICT-project uitvoerde voor de Stadsbank.
Koomen was tussen 2014 en 2017 lid van de raad van toezicht van een jeugdzorgorganisatie. Daarna werd ze senior advisor public affairs bij Bahá’í Nederland. In 2023 werd ze woordvoerder van de Federatie van Eritrese Gemeenschappen in Nederland.

## Persoonlijk
Koomen heeft twee kinderen. Zij scheidde in 2004. Tijdens haar huwelijkse periode voerde zij de achternaam 'Van Loon-Koomen'. Ze verhuisde van Zeeuws-Vlaanderen naar Markelo in Overijssel. In 2007 verhuisde ze naar Enschede en sinds 2014 woont ze in Den Haag.